# Blovice (nádraží)
Blovice jsou železniční stanice v západní části stejnojmenného města v okrese Plzeň-jih v Plzeňském kraji nedaleko řeky Úslavy. Leží na elektrizované trati Plzeň – České Budějovice.

## Historie
Stanice byla vybudována jakožto součást Dráhy císaře Františka Josefa (KFJB) spojující Vídeň, České Budějovice a Plzeň, roku 1872 prodloužené až do Chebu na hranici Německa, podle typizovaného stavebního návrhu. 1. září 1868 byl s místním nádražím uveden do provozu celý nový úsek trasy z Českých Budějovic do Plzně. V roce 1903 pak došlo k rozšíření nádraží. Od doby první republiky se zároveň objevují snahy o otevření druhé železniční zastávky v Blovicích, tedy Blovice-Vlčice. Tyto snahy však, přes různá stádia příprav, zatím nebyly realizovány. Stejně tak zatím nebyly vyslyšeny požadavky města (například z roku 2005) o zastavování rychlíkových spojů na nádraží.
Elektrický provoz na trati procházející stanicí byl zahájen 1. dubna 1962.

### Nešťastné události
6. února 1903 v 3:28 ráno došlo za nádražím směrem na Plzeň ke srážce lokomotivy a nákladního vlaku. Prázdná lokomotiva č. 155 měla zastavit a vyčkat na křižování ve Ždírci; kvůli absenci znalosti tratě ale strojvedoucí Ždírec přejel a po krátkém zastavení v Blovicích vyjel dál. Ke srážce došlo v ostré zatáčce v zářezu poblíž osady Podhájí. Nákladní vlak měl namířeno do Blovic, neboť mimo jiné vezl cihly na stavbu blovické synagogy. Na místo srážky byli hned vysláni všichni zaměstnanci blovického nádraží včetně železničního okrskového lékaře doktora Pučálky. Doprava na trati byla zastavena na celý den a podařilo se ji zprovoznit až v 17:36 téhož dne. Počet zraněných není znám.
V červenci 1932 přecházel koleje kancelářský pomocník ředitelství ČSD v Plzni František Houdek, když byl zachycen projíždějícím vlakem. Byl okamžitě převezen do plzeňské nemocnice, kde však zraněním podlehl.
V červnu 1940 zachytil ve stanici vlak 52letého průvodčího Jana Římana z Plzně a ujel mu obě nohy; Říman po cestě do nemocnice vykrvácel.
22. května 1962 v 7:45 byl elektrickým proudem usmrcen strojvedoucí 48letý Václav Cílek, když vylezl na kotel lokomotivy a dotkl se trolejí. Na místě zemřel.
19. ledna 1974 došlo ve stanici k bočnímu střetu rychlíku R 809 a nákladního vlaku, přičemž byla poškozena elektrická lokomotiva rychlíku a tři nákladní vagóny. Zraněn nebyl nikdo. Viníkem byl drážní signalista, který se nepřesvědčil o uvolnění kolejí.

## Popis
Nacházejí se zde tři nekrytá jednostranná nástupiště (z toho jedno provizorní sypané), k příchodu k vlakům slouží přechody přes koleje. Nádražní budova prošla rekonstrukcí v roce 1980, a proto byla dle plánu SŽDC v letech 2020 a 2021 opravena, stejně tak jako prostranství před nádražní budovou, kde vzniklo autobusové nádraží a parkoviště. Mezi lety 2025 a 2028 je pak v plánu modernizace tratě a nástupišť. Ve stanici je instalován informační systém pro cestující HIS-VOICE.